# Палечка
Палечка (пол. Paleczka) — гірська річка в Польщі, у Суському повіті Малопольського воєводства. Права притока Скави, (басейн Балтійського моря).

## Опис
Довжина річки 14,58 км. Формується притоками та безіменними струмками.

## Розташування
Бере початок на північно-східній околиці села Пальча на висоті 500 м над рівнем моря (гміна Будзув). Тече переважно на південний захід через Бачин, Будзув і у Зембжиці впадає у річку Скаву, праву притоу Вісли.

## Притоки
- Захелмка (права), Дрощина (ліва).

## Цікавий факт
- Понад річкою пролягає автошлях 956 (Бертовиці — Сулковіце — Пальча — Бачин — Будзув — Зембжице).